# Łuczyna
Łuczyna is een plaats in het Poolse district  Oleśnicki, woiwodschap Neder-Silezië. De plaats maakt deel uit van de gemeente Dobroszyce en telt 463 inwoners.